# فرودگاه اشکودر
فرودگاه اشکودر یک فرودگاه همگانی با کد یاتا LASK است که در شهر اشکودر کشور آلبانی واقع شده است.